# 19 juli
19 juli är den 200:e dagen på året i den gregorianska kalendern (201:a under skottår). Det återstår 165 dagar av året.

## Återkommande bemärkelsedagar

### Övriga
- Fruntimmersveckan, en vecka då den svenska almanackan innehåller sex kvinnonamnsdagar i rad, inleds denna dag.

## Namnsdagar

### I den svenska almanackan
- Nuvarande – Sara
- Föregående i bokstavsordning
  - Charles – Namnet infördes på dagens datum 1986, men utgick 1993.
  - Saga – Namnet infördes på dagens datum 1986, men flyttades 1993 till 8 mars och utgick 2001. 2018 återkom det, återigen på 8 mars.
  - Sally – Namnet infördes 1986 på 8 juni, men flyttades 1993 till dagens datum och utgick 2001.
  - Sara – Namnet infördes på dagens datum 1698 och har funnits där sedan dess.
- Föregående i kronologisk ordning
  - Före 1698 – ?
  - 1698–1900 – Sara
  - 1901–1985 – Sara
  - 1986–1992 – Sara, Charles och Saga
  - 1993–2000 – Sara och Sally
  - Från 2001 – Sara
- Källor
  - Brylla, Eva (red.): Namnlängdsboken, Norstedts ordbok, Stockholm, 2000. ISBN 91-7227-204-X
  - af Klintberg, Bengt: Namnen i almanackan, Norstedts ordbok, Stockholm, 2001. ISBN 91-7227-292-9

### Finlandssvenska almanackan
- Nuvarande från 1929[1] – Sara, Sally
- I föregående revideringar[a][2]
  - inga ändringar sedan 1929

## Händelser
- 711 – Den muslimske befälhavaren Tariq ibn-Ziyad leder sina styrkor till seger över den visigotiske kungen Roderiks här i slaget vid Guadalete i nuvarande södra Spanien, som ett led i den arabiska erövringen av Iberiska halvön. Det blir en avgörande seger för umayyaderna, då Roderik stupar i slaget , och det leder till att hans visigotiska rike går under efter att ha existerat i nästan 300 år (sedan 418).
- 1333 – De skotska trupper på 13 000 man, som under det andra skotska frihetskriget försöker undsätta staden Berwick-upon-Tweed, , grundligt besegrade av 9 000 engelsmän i slaget vid Halidon Hill. De numerärt överlägsna skottarna hamnar i underläge, eftersom terrängen är ofördelaktig för dem, och deras befälhavare Archibald Douglas stupar. Även om kriget varar i över 20 år till blir slaget ett strategiskt nederlag för skottarna, då det tvingar den skotske kungen David II att i nästan tio år gå i landsflykt till Frankrike.
- 1545 – Vid slutet av slaget i Solentsundet, som har pågått sedan dagen före mellan de franska och engelska flottorna, sjunker den engelska karacken Mary Rose och 400 soldater följer henne i djupet (dessa blir de enda kända engelska förlusterna i slaget). Slaget blir oavgjort, men när Mary Rose återfinns 1971 och bärgas 1982 (efter 437 år på sjöbotten) blir hon en guldgruva för studier av den engelska Tudortidens sjökrigföring.
- 1553 – Den sextonåriga lady Jane Grey blir avsatt från den engelska tronen efter endast nio dagar som Englands regerande drottning. Fyra dagar efter den unge kung Edvard VI:s död den 6 juli har hennes farbror och förmyndare John Dudley den 10 juli utropat henne till drottning, i ett försök att hindra Edvards katolska halvsyster Maria att erövra tronen. Planen misslyckas dock, när Jane blir avsatt och Maria utropas till regerande drottning, vilket hon förblir till sin död 1558. Dudley avrättas en månad efter avsättningen, medan Jane sedermera också döms till döden och blir avrättad i februari året därpå.
- 1870 – Frankrike förklarar krig mot Preussen, men kriget, som varar till året därpå, blir en katastrof för Frankrike, som egentligen varken är militärt eller politiskt förberett för krig. Kriget har många bakomliggande orsaker, varav den viktigaste för Frankrike är att försöka hindra det arbete som den preussiske kanslern Otto von Bismarck bedriver för att ena alla tysktalande stater till en nation, eftersom fransmännen inte vill ha en stark granne i öster, utan att tyskarna ska vara fortsatt splittrade och svaga. Den tändande gnistan till kriget anses vara den så kallade Emsdepeschen en vecka tidigare.
- 1940 – En dryg vecka efter att tyskarna har börjat förbereda slaget om Storbritannien under andra världskriget håller den tyske diktatorn Adolf Hitler ett tal i den tyska riksdagen, där han erbjuder Storbritannien fred, eftersom han egentligen inte vill att Tyskland och Storbritannien ska kämpa på olika sidor i kriget. Sedan Winston Churchill tillträdde som brittisk premiärminister i maj har britterna dock bestämt sig för att inte gå med på något annat slut på kriget än tyskarnas ovillkorliga kapitulation och den brittiske utrikesministern Lord Halifax avvisar därför fredsinviten i ett radiotal den 22 juli. Detta leder till att tyskarna fortsätter förbereda Operation Seelöwe, som är kodnamnet för en tysk invasion av Storbritannien.
- 1941 – Inträffar Krylbosmällen.
- 1949 – Kungariket Laos får halvt självstyre från kolonialmakten Frankrike, genom att det blir ”en stat associerad till Frankrike”.[3] Laos har ingått i kolonin Franska Indokina fram till andra världskriget, då det ockuperades av Japan. 1945 förklarade sig landet helt självständigt, men Frankrike återtog snart kontrollen. Emellertid tvingas fransmännen nu som sagt gå med på att ge det visst självstyre, samtidigt som Indokinakriget pågår i området. I slutet av kriget blir Laos helt självständigt 1953 och förblir sedan kungarike till 1975, då kungamakten störtas i en statskupp.
- 1977 – Elvis Presley-albumet Moody Blue släpps i USA och innehåller låtar som har spelats in i en portabel studio i Elvis hem. Det blir hans sista studioalbum (det allra sista albumet blir Elvis in Concert, som släpps den 3 oktober), eftersom han dör en knapp månad senare.
- 1979 – Två dagar efter att den nicaraguanske diktatorn Anastasio Somoza Debayle har avgått och flytt utomlands störtas även hans regering, genom att de sandinistiska revolutionärerna intar huvudstaden Managua och därmed segrar i den nicaraguanska revolutionen (ett inbördeskrig, som har pågått sedan 1961). Sandinistregimens politik blir dock inte populär och ett nytt inbördeskrig utbryter omgående, vilket varar till 1990.
- 1980 – Olympiska sommarspelen 1980 invigs i Moskva av president Leonid Brezjnev.
- 1987 – I Vanån utanför Vansbro i Dalarna hittas femtio tunnor med trätjäran kreosot vid en badplats. Medlet används till att impregnera järnvägssyllar och vid ytterligare undersökning visar det sig att det är det statliga svenska järnvägsbolaget Statens Järnvägar (SJ) som har dumpat tunnorna på platsen under 1960-talet.
- 1989 – United Airlines Flight 232, som är på väg från Denver till Philadelphia, havererar vid ett försök att landa i Sioux City i Iowa strax efter klockan tre på eftermiddagen. Redan en timme tidigare har en motor gått sönder och man har lyckats föra planet till Sioux City, men eftersom man på grund av motorhaveriet har svårt att få precision i landningen slår planet hårt i marken och kanar på sidan, innan det blir liggande uppochner och ena vingen börjar brinna. Räddningsinsatsen blir något försenad, eftersom utryckningsfordonen först åker till fel landningsbana, men trots detta omkommer bara 110 passagerare och 1 besättningsman av de totalt 296 personerna ombord.
- 1996 – Olympiska sommarspelen 1996 invigs i Atlanta av president Bill Clinton.
- 2007 – 23 sydkoreanska missionärer blir tagna som gisslan av talibaner i Ghazniprovinsen i sydöstra Afghanistan. Två av gisslan blir dödade under dramats gång, medan resten hålls i över en månad, innan man under förhandlingar med den sydkoreanska regeringen kommer överens om gisslans frisläppande. Två kvinnor blir frisläppta den 13 augusti och resten av gisslan släpps den 29 och 30 augusti. Som motprestation tvingas Sydkorea gå med på att senast i slutet av året dra tillbaka 200 soldater från Afghanistan.

## Födda
- 1670 – Olof Celsius den äldre, svensk botaniker, språkforskare, runforskare och präst
- 1712 – Carl Fredrik Mennander, svensk kyrkoman, biskop i Åbo stift och i Uppsala ärkestift
- 1750 – Johan Gabriel Oxenstierna, svensk greve och riksmarskalk, en av rikets herrar, ledamot av Svenska Akademien och Sveriges kanslipresident
- 1753 – Richard Potts, amerikansk jurist och federalistisk politiker, senator för Maryland
- 1775 – John Andrew Shulze, amerikansk politiker, guvernör i Pennsylvania
- 1814 – Samuel Colt, amerikansk uppfinnare och vapentillverkare
- 1822 – Augusta av Cambridge, brittisk prinsessa
- 1827 – Orville H. Platt, amerikansk republikansk politiker och jurist, senator för Connecticut
- 1834 – Edgar Degas, fransk målare, grafiker och skulptör
- 1837 – Georg Bühler, tysk-indisk filolog och epigrafiker
- 1846 – Edward Charles Pickering, amerikansk astronom
- 1848 – Alphonse Aulard, fransk historiker
- 1852 – Johan August Gustafsson, svensk träskulptör med pseudonymen JAG
- 1860 – Lizzie Borden, amerikansk kvinna, anklagad men frikänd för yxmordet på sina föräldrar 1892
- 1879 – John Purroy Mitchel, amerikansk politiker och militär, borgmästare i New York
- 1883 – Archibald Douglas, svensk greve, lantmilitär och politiker
- 1884 – John Norrman, svensk skådespelare
- 1890 – Georg II, kung av Grekland
- 1894 – Siegfried Fischer, svensk skådespelare, teaterledare, manusförfattare och författare
- 1896 – A.J. Cronin, brittisk författare
- 1898 – Olle Hilding, svensk skådespelare
- 1900 – Arno Breker, tysk skulptör
- 1903 – Arnold Haskell, brittisk danskritiker
- 1904 – Vera Schmiterlöw, svensk skådespelare
- 1917 – William Scranton, amerikansk republikansk politiker och diplomat, guvernör i Pennsylvania
- 1919 – Curt Masreliez, svensk skådespelare
- 1921
  - Bertil Antonsson, svensk brottare, bragdmedaljör
  - Rosalyn Yalow, amerikansk medicinsk fysiker, mottagare av Nobelpriset i fysiologi eller medicin 1977
- 1922
  - George McGovern, amerikansk demokratisk politiker, senator för South Dakota
  - Stig Sundqvist, "Vittjärv", fotbollsspelare, VM-brons 1950
- 1927 – Jan Myrdal, svensk författare, skriftställare, skribent och debattör
- 1935 – Claes-Håkan Westergren, svensk skådespelare
- 1938
  - Kjell Lennartsson, svensk skådespelare
  - Franklin Delano Roosevelt III, amerikansk nationalekonom
- 1941 – Natalia Bessmertnova, rysk ballerina
- 1944
  - Jan Bandel, svensk kompositör och musiker
  - Göran Stangertz, svensk skådespelare, regissör och teaterchef
- 1945 – Richard Henderson, brittisk molekylärbiolog och biofysiker, mottagare av Nobelpriset i kemi 2017
- 1946
  - Ilie Năstase, rumänsk tennisspelare
  - Seppo Salo, finländsk matematiker
- 1947 – Brian May, brittisk musiker och astrofysiker, gitarrist i gruppen Queen
- 1951 – Abel Ferrara, amerikansk skådespelare, manusförfattare och regissör
- 1954
  - Jim Cooper, amerikansk demokratisk politiker
  - Cecilie Ore, norsk tonsättare
- 1955 – John B.T. Campbell III, amerikansk republikansk politiker
- 1960 – Atom Egoyan, kanadensisk regissör
- 1962 – Anthony Edwards, amerikansk skådespelare
- 1963 – Kristina Törnqvist, svensk skådespelare
- 1964 – Mijeegombyn Enchbold, mongolisk politiker, Mongoliets premiärminister 2006–2007
- 1967 – Yaël Abecassis, israelisk skådespelare
- 1970 – Nicola Sturgeon, brittisk politiker
- 1971 – Vitalij Klytjko, ukrainsk boxare
- 1976 – Benedict Cumberbatch, brittisk skådespelare
- 1979 – Piritta Rantanen, finländsk socialdemokratisk politiker
- 1982
  - Jared Padalecki, amerikansk skådespelare
  - Raphael Assunção, brasiliansk MMA-utövare

## Avlidna
- 514 – Symmachus, påve
- 1333 – Archibald Douglas, skotsk adelsman och befälhavare
- 1374 – Francesco Petrarca, italiensk diktare och humanist
- 1740 – Christian Sehested, dansk adels- och ämbetsman, Danmarks storkansler
- 1772 – Anders Nordencrantz, svensk nationalekonomisk och politisk skriftställare och riksdagsman
- 1824 – Agustín de Iturbide, kejsare av Mexiko
- 1852 – John McKinley, amerikansk jurist och politiker, senator för Alabama, domare i USA:s högsta domstol
- 1876 – George E. Pugh, amerikansk demokratisk politiker, senator för Ohio
- 1889
  - Elvira Madigan, dansk cirkusartist
  - Sixten Sparre, svensk löjtnant
- 1908 – S.W.T. Lanham, amerikansk demokratisk politiker, guvernör i Texas
- 1922 – George Taylor Jester, amerikansk demokratisk politiker
- 1925 – Josiah Grout, amerikansk republikansk politiker, guvernör i Vermont
- 1933 – Edwin S. Johnson, amerikansk demokratisk politiker, senator för South Dakota
- 1945
  - Otto von Schrader, tysk sjömilitär, amiral 1942
  - Heinrich Wölfflin, schweizisk konsthistoriker
- 1946 – Sture Baude, svensk skådespelare
- 1947
  - Aung San, burmesisk politiker och frihetskämpe
  - Robert Latham Owen, amerikansk demokratisk politiker, senator för Oklahoma
- 1949 – Frank Murphy, amerikansk demokratisk politiker och jurist, guvernör i Michigan och USA:s justitieminister
- 1961 – Hjalmar Gullberg, svensk författare och översättare, ledamot av Svenska Akademien
- 1965 – Ingrid Jonker, 31, sydafrikansk poet
- 1969 – Mary Jo Kopechne, 28, amerikansk lärare och sekreterare
- 1970 – Egon Eiermann, 65, tysk arkitekt
- 1990 – Ulf Qvarsebo, 59, svensk skådespelare
- 1996 – E.T. Mensah, 77, ghanansk musiker
- 2000
  - Rolf Bolin, 76, svensk regissör, manusförfattare, klippare och sångtextförfattare
  - Liss Eriksson, 80, svensk skulptör
- 2004 – Zenko Suzuki, 93, japansk politiker, Japans premiärminister
- 2009
  - Frank McCourt, 78, amerikansk-irländsk författare och lärare
  - Henry Surtees, 18, brittisk racerförare
  - Tauno Valo, 89, finländsk politiker och kommerseråd
- 2011 – Sheila Burrell, 89, brittisk skådespelare
- 2012 – Omar Suleiman, 76, egyptisk politiker, Egyptens vicepresident
- 2014
  - Skye McCole Bartusiak, 21, amerikansk skådespelare
  - James Garner, 86, amerikansk skådespelare (Rockford tar över)
  - Ingemar Odlander, 78, svensk journalist
- 2016 – Garry Marshall, 81, amerikansk filmregissör, skådespelare, manusförfattare och filmproducent
- 2019 – Rutger Hauer, 75, nederländsk skådespelare
- 2024 – Sheila Jackson Lee, 74, amerikansk demokratisk politiker